# Joseph Alessandro
Joseph Alessandro OFMCap (Pawla, Malta, 30 de novembro de 1944) é um ministro maltês e bispo católico romano emérito de Garissa, no Quênia.
Joseph Alessandro entrou na Congregação dos Capuchinhos, fez sua primeira profissão em 30 de setembro de 1962 e sua profissão perpétua em 30 de setembro de 1966. Foi ordenado diácono em 20 de dezembro de 1969 e sacerdote em 5 de abril de 1970.
Papa Bento XVI nomeou-o bispo coadjutor de Garissa em 29 de junho de 2012. O arcebispo de Nairóbi, cardeal John Njue, deu-lhe a consagração episcopal em 29 de setembro do mesmo ano. Os co-consagradores foram o Arcebispo de Malta Paul Cremona OP e o Bispo de Garissa Paul Darmanin OFMCap.
Com a aceitação da renúncia relacionada à idade de Paul Darmanin em 8 de dezembro de 2015, ele o sucedeu como Bispo de Garissa.
O Papa Francisco aceitou sua aposentadoria em 17 de fevereiro de 2022.